# Военно-патриотическое воспитание
Военно-патриотическое воспитание — воспитание школьников в духе патриотизма и готовности к военной службе.

## История
К началу XX века в связи с почти повсеместной в Европе всеобщей военной обязанностью и усилением милитаристских и националистических настроений стали распространяться идеи введения в школе военных подготовительных упражнений для приучения молодёжи к стройным массовым движениям, требующим внимания и дисциплины. В 1907 году британский генерал Роберт Баден-Пауэлл основал военизированное скаутское движение.
В Российской империи в тот же период возникло довольно много культурно-просветительских, патриотических обществ, в том числе военно-спортивные организации, занимавшиеся патриотическим воспитанием молодежи. Одним из наиболее известных из них было спортивно-гимнастическое общество «Сокол». «Сокол» возник во второй половине XIX века в Австро-Венгрии как панславянская молодёжная организация. В Российской империи «полусокольские» спортивные общества появлялись в Западном крае в конце XIX века среди польского населения, а в 1907 году эти общества стали называться «Сокольскими» и получили распространение в «коренной России». Их поддерживали правые, черносотенные силы. Например, депутат Государственной думы В. М. Пуришкевич внёс законопроект «о введении сокольской гимнастики и игр в целях физического воспитания юношей во всех учебных заведениях России».
8 января 1908 года император Николай II выразил «высочайшее пожелание»: «Завести в деревнях обучение детей в школах строю и гимнастике запасными и отставными унтер-офицерами за малую плату». Инспектор народных училищ Бахмутского уезда Екатеринославской губернии А. А. Луцкевич весной 1909 года организовал «потешную» роту или «класс военного строя и гимнастики» из детей в возрасте от 8 до 14 лет при народном училище Бахмута. Николай II обратил внимание на эту инициативу и уже 5 мая 1909 года присвоил «потешной роте» название «Первый народный класс военного строя и гимнастики Его Императорского Величества Наследника Цесаревича и Великого князя Алексея Николаевича». В мае 1910 года она участвовала в показательных парадах в Царском Селе, Петербурге и Москве.
В Ярославле в 1910 году «потешная рота», в которой состояло около 100 детей в возрасте 10—15 лет, была создана из «Союза детей русского народа», детской организации местного отдела Союза русского народа. В 1910—1911 года по всей стране началось создание «потешных полков». В мае 1912 года на Пятом всероссийском съезде русских людей в Петербурге в военно-патриотическом отделе этого съезда было выработано предложение о передаче «потешного дела» в военное ведомство.
В Советской России согласно декрету ВЦИК от 22 апреля 1918 года «Об обязательном обучении военному искусству» была введена допризывная подготовка, для учащихся 15—17 лет были открыты учебные пункты. В СССР с 1947 года допризывная подготовка была отменена для всей неучащейся молодёжи, а с 1962 года — для всех учащихся старших классов. Однако в 1967 году, с принятием новой редакции «Закона СССР о всеобщей воинской обязанности», допризывная подготовка была возвращена для учащихся старших классов в средней школе, для учащихся средних профессионально-технических училищ и для учащихся средних специальных учебных заведений под названием «начальная военная подготовка» (НВП). НВП в средних общеобразовательных школах как предмет вводился с 9-го класса. Обучению подлежали юноши и девушки допризывного и призывного возраста. Также к сфере НВП относилась деятельность сети ДОСААФ. Кроме этого, была широко распространена военизированная игра «Зарница», с 1970-х годов работой с подростками занимались военно-патриотические клубы.
В период перестройки приказом по Министерству образования РСФСР №62 от 17 октября 1990 года начальная военная подготовка в школах РСФСР была фактически отменена, было определено, что впредь до отмены статьи 17 Закона СССР о всеобщей воинской обязанности допризывную подготовку следует осуществлять на учебно-полевых сборах в оборонно-спортивных оздоровительных лагерях.

## Современность

### Израиль
В Израиле допризывная подготовка начинается с 13 лет. Осуществляется она в юношеской военизированной организации ГАДНА (аббревиатура с иврита  «Молодежные батальоны»). Руководство ГАДНА осуществляется кадровыми офицерами ЦАХАЛ, которые координируют процесс обучения с Министерством просвещения. Каждый год ученики старших классов отправляются на двухнедельные сборы в военных лагерях. На сборах они находятся в подчинении армейских офицеров и сержантов. На время сборов школьники получают обмундирование. С ними проводятся занятия по стрелковой, физической и строевой подготовке.
По окончании сборов каждый старшеклассник на аттестации получает от экспертов заключение об уровне подготовки и предпочтение по выбору военно-учётной специальности. Также в системе ГАДНА имеется авиационная и военно-морская секции.

### Великобритания
Министерство обороны Великобритании осуществляет ряд социальных и обучающих программ, направленных на привлечение молодёжи на службу в вооружённые силы (по контракту). Основным элементом среди них являются так называемые Силы кадетов (Cadet Force), в которые по данным на 2004 годы были вовлечены свыше 125 000 молодых людей в возрасте от 12 до 22 лет. Они делятся на Объединенные силы кадетов (CCF), действовавшие в 245 школах (преимущественно частных) по всей стране, в которые были вовлечены 40 000 человек, а также внешкольные Армейские силы кадетов (ACF), Морской кадетский корпус (SCC), и Учебный корпус ВВС (ATC). Для многих частных школ CCF — это часть их традиций. Посещение таких занятий является добровольным.

### Германия
В министерстве обороны Германии в составе службы по связям с общественностью имеются югендофицеры (офицеры по работе с молодежью), которые посещают школы и высшие учебные заведения для разъяснения школьникам и студентам основ внешней и оборонной политики Германии, международной ситуации. Они также организуют «дни открытых дверей» в воинских частях, когда школьники знакомятся с военной службой, солдатами, техникой, семинары-встречи между солдатами и школьниками, на которых рассматриваются различные вопросы социального характера, в том числе и патриотизма.

### Россия
С начала 2000-х годов в России предпринимаются многочисленные попытки ввести в школах различные элементы военно-патриотического воспитания, в том числе начальную военную подготовку. В России, помимо суворовских и нахимовских училищ, в 2019 году было более 3,5 тысяч организаций кадетской направленности (кадетских корпусов и кадетских училищ различных министерств и ведомств, а также субъектов Российской Федерации), 150 образовательных учреждений со специальными наименованиями, а также 51 тысяча кадетских классов в общеобразовательных школах. В 2016 году было создано всероссийское детско-юношеское военно-патриотическое общественное движение «Юнармия».
Попытки ввести в школах различные элементы военно-патриотического воспитания вызывают ожесточённые споры в российском обществе. Некоторые критики прямо обвиняют российский официозный патриотизм в провоцировании радикально-националистических и шовинистических настроений в российском обществе. Так, по мнению российского исследователя и публициста В. Якобсона, «патриотическое воспитание может плодить только шовинистов». Критиков, в числе прочего, настораживает то, что в современном российском патриотическом дискурсе очень часто делается акцент на гордость за свою страну и куда реже — на способность человека переживать и стыдиться за неё, ощущая ее неправоту. Кроме того, в многочисленных работах о патриотическом воспитании всячески подчеркивается уникальность российских истории, культуры, системы ценностей, но нечасто можно встретить осознание того, что во многих отношениях Россия вовсе не уникальна и не превосходит другие страны, у которых при необходимости отнюдь не стыдно учиться, заимствовать передовой опыт.
В марте 2010 года активисты российского гражданского общества Людмила Алексеева, Елена Боннэр, Сергей Ковалёв, Лев Пономарёв, Борис Альтшулер, Борис Стругацкий, Леонид Гозман, Михаил Шнейдер подписали обращение против того, чтобы в российских школьных программах появился обязательный предмет «военно-патриотическое воспитание». Педагог, заслуженный учитель, Тамара Эйдельман считает, что введение в школах «патриотического воспитания» «девальвирует нормальную любовь к своей родине». Политолог Валерия Касамара утверждает, что военно-патриотическое воспитание идет вразрез с ценностями и представлениями современного поколения россиян, думающих, как показывают социологические исследования, в основном о счастье и саморазвитии.